# Монтемедзо
Монтеме́дзо, Монтемеццо (итал. Montemezzo) — коммуна в Италии, располагается в регионе Ломбардия, в провинции Комо.
Население составляет 287 человек (2008 г.), плотность населения составляет 32 чел./км². Занимает площадь 9 км². Почтовый индекс — 22010. Телефонный код — 0344.
Покровителем коммуны почитается святитель Мартин Турский, празднование 11 ноября.

## Демография
Динамика населения:

## Администрация коммуны
- Официальный сайт: